# كريستوفر نوردفيلت
كريستوفر نوردفيلت (بالإنجليزية: Kristoffer Nordfeldt )‏ (و. 1989  م) هو لاعب كرة قدم، من السويد، ولد في ستوكهولم، شارك في كأس العالم لكرة القدم 2018، يلعب كحارس مرمى.

## روابط خارجية
- كريستوفر نوردفيلت على موقع الاتحاد الدولي (مؤرشف)  (الإنجليزية)
- كريستوفر نوردفيلت على موقع الاتحاد الأوربي (الإنجليزية)
- كريستوفر نوردفيلت على موقع اتحاد السويد (السويدية)
- كريستوفر نوردفيلت على موقع اتحاد تركيا (لاعب) (الإنجليزية)
- كريستوفر نوردفيلت على موقع قاعدة بيانات كرة القدم.إي يو (الإنجليزية)
- كريستوفر نوردفيلت على موقع ناشيونال فوتبول تيمز (الإنجليزية)
- كريستوفر نوردفيلت على موقع Soccerbase.com (لاعب) (الإنجليزية)
- كريستوفر نوردفيلت على موقع Soccerway.com (الإنجليزية)
- كريستوفر نوردفيلت على موقع عالم كرة القدم.نت (الإنجليزية)
- كريستوفر نوردفيلت على موقع AS.com (الإسبانية)